# Friderizianisches Rokoko

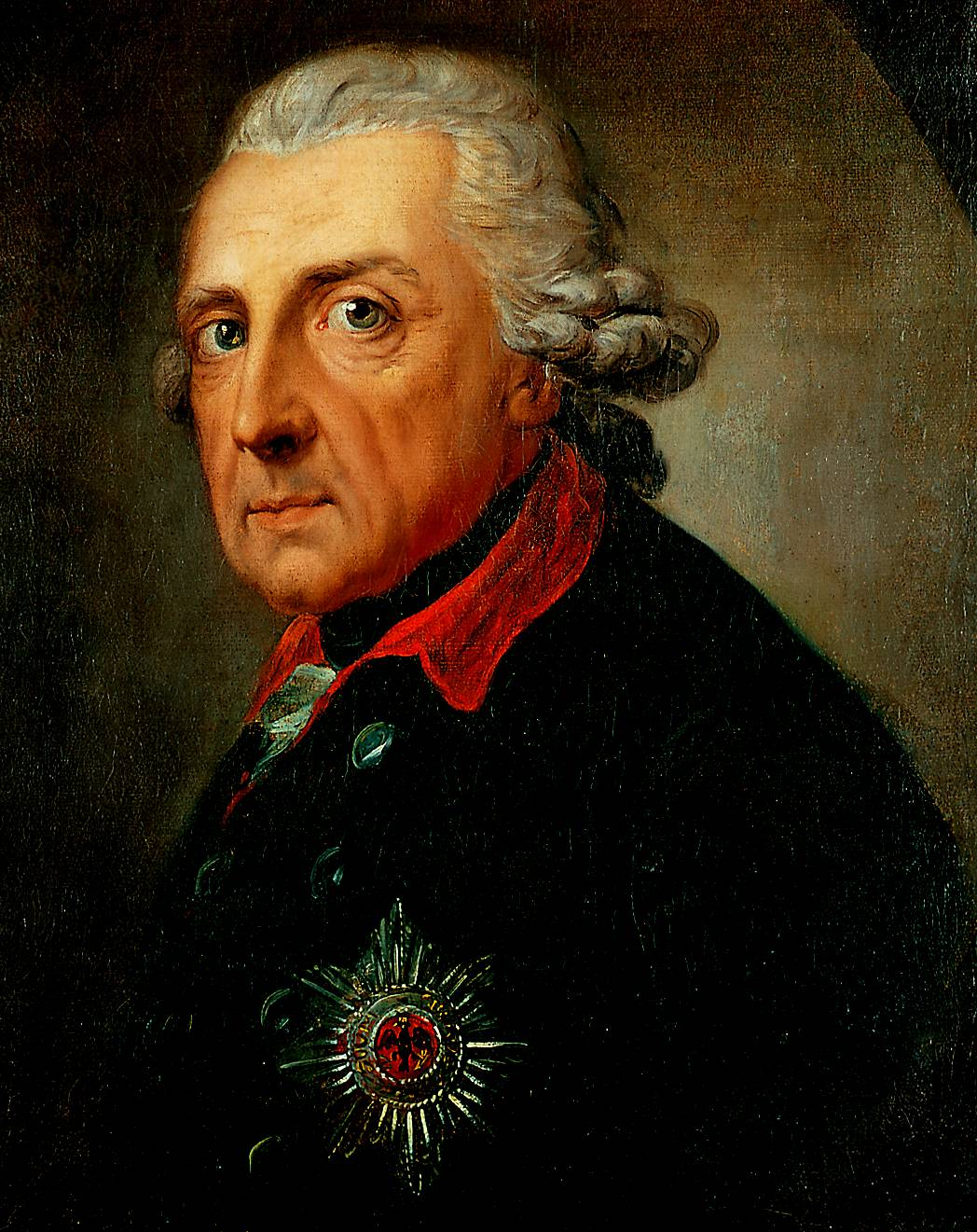
König Friedrich II. von Preußen, Namensgeber des Friderizianischen Rokoko

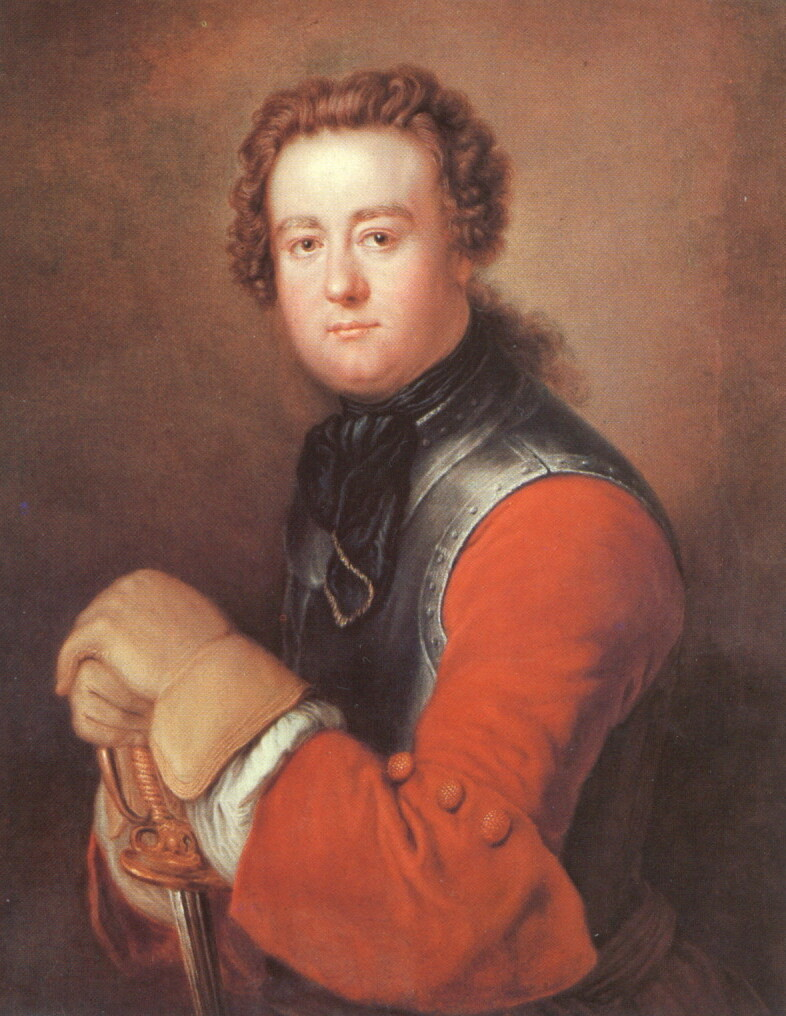
Georg Wenzeslaus von Knobelsdorff, Hauptvertreter des Friderizianischen Rokoko

Friderizianisches Rokoko bezeichnet eine Form des Rokoko, die in Preußen während der Regentschaft Friedrichs des Großen (1740–1786) entstand.

## Werke
Bekannte frühe Bauwerke des Friderizianischen Rokoko sind Schloss Rheinsberg (1736–1740) und gleich nach der Thronbesteigung Friedrichs II. 1740 der Neue Flügel des Schlosses Charlottenburg sowie (bis 1751) Teile des Potsdamer Stadtschlosses, besonders dessen heute weitgehend verlorene Innenausstattung. Zeitgleich mit Letzterem entstand ab 1745 Schloss Sanssouci, später ergänzt durch die Bildergalerie und die Neuen Kammern sowie zahlreiche Parkbauten (u. a. Chinesisches Haus, Drachenhaus, Freundschaftstempel, Antikentempel, Obeliskportal, Ruinenberg, Belvedere auf dem Klausberg) und als Krönung zuletzt 1763–69 das Neue Palais mit seinen Communs. In Potsdam ferner das Alte Rathaus, der Palast Barberini, das Brandenburger Tor und das Nauener Tor sowie der Marstall.
In Berlin entstand zwischen 1740 und 1786 das Forum Fridericianum, bestehend aus der Staatsoper Unter den Linden, dem Palais des Prinzen Heinrich, der Sankt-Hedwigs-Kirche und der barocken Alten Bibliothek. Der 1688 angelegte Gendarmenmarkt wurde ab 1773 mit neuen Häusern umbaut sowie mit einem Französischen Komödienhaus und 1780–1785 mit den klassizistischen Türmen des Deutschen und des Französischen Doms versehen.
Zu nennen ist ferner das (1751–1753 umgestaltete) Breslauer Stadtschloss. Künstler vom Hofe waren auch im Auftrag des Adels tätig, so an verschiedenen Berliner und Potsdamer Palais oder am Gutshaus Groß Kreutz und auch an Bürgerhäusern.

## Künstler
Bedeutendster Baumeister war der autodidaktische „Kavalierarchitekt“ Georg Wenzeslaus von Knobelsdorff; zu seinen Mitarbeitern gehörte Friedrich Wilhelm Diterichs, der Schöpfer der Terrassen von Sanssouci und Schüler Andreas Schlüters. König Friedrich selbst nahm Einfluss auf die Entwürfe Knobelsdorffs sowie aller anderen Künstler bei seinen Bauvorhaben und Innendekorationen. Er hatte ein feines Gespür für alles Schöne und gestaltete seine Privatgemächer nach eigenem Geschmack und eigenen Bedürfnissen, wobei er das Gängige oft ignorierte. Diese „Eigenkompositionen“ in der Rokokokunst führten zu dem Begriff friderizianisches Rokoko. Vorherrschend sind etwa in Sanssouci unter anderem zahlreiche florale Blatt- und Blumenmotive, vergoldete Weinranken und der Bacchusmythos des Weinbergs, Musikembleme, Putten von Friedrich Christian Glume, die mit Blumen und Büchern spielen, eine vom König selbst bestimmte Motivik, die von antiken Mythen und Dichtern bis zu militärischen Emblemen und Attributen der Künste und Wissenschaften reicht. Ferner häufige Tiermotive, bis hin zu vergoldeten Spinnennetzen aus Stuck an der Decke. Johann Christian Hoppenhaupt schuf mit dem 1752/53 umgestalteten „Voltairezimmer“ im Schloss Sanssouci einen sehr eigenartigen Raum: Er setzte auf die gelblackierte Eichenholzvertäfelung der Wände reich bemalte, halbplastische Holzschnitzereien von Blumen, exotischen Pflanzen, Früchten und Tieren, darunter fast lebensgroße Reiher, Papageien und Affen, und umrahmte sie mit C-förmig geschwungenen Rocaillen. 
Weiterhin sind Johann Gottfried Büring und Carl Ludwig Hildebrandt zu nennen, die an den Bauten von Sanssouci, dem Neuen Palais sowie dem Potsdamer Stadtschloss mitwirkten. Heinrich Ludwig Manger und Carl von Gontard vollendeten 1769 das Neue Palais. Anders als Sanssouci ist es ein Bauwerk des klassizistischen Barock, ebenso wie das in den 1750er Jahren von Johann Boumann unter Mitwirkung von Hildebrandt erbaute Alte Potsdamer Rathaus und die zeitgleich mit Sanssouci von Knobelsdorff gebaute Hofoper Unter den Linden in Berlin. Im Inneren dominierte im Neuen Palais und in der Hofoper aber ebenfalls das Friderizianische Rokoko. Auch die von Friedrich initiierten Bauten des Brandenburger Tors in Potsdam von Carl von Gontard und Georg Christian Unger sowie die ebenfalls von ihnen entworfenen Türme des Deutschen und des Französischen Doms am Berliner Gendarmenmarkt gehören zum klassizistischen Barock im Übergang zum Klassizismus; ebenso Knobelsdorffs St.-Hedwigs-Kathedrale und das am Berliner Forum Fridericianum gegenüberliegende Palais des Prinzen Heinrich von Jan Bouman.
Büring schuf mit dem Nauener Tor 1754/55 den ersten neugotischen Bau Deutschlands, nicht eigentlich um einen neuen Baustil einzuführen, sondern eher als „Extravaganz“ im Sinne eines frühen Eklektizismus (er baute auch das Chinesische Haus), wie es nur wenige Jahre zuvor (ab 1749) in England Horace Walpole mit seinem Landhaus Strawberry Hill vorgemacht hatte. Abweichend von üblichen Barockgärten ließ Friedrich im Park Sanssouci auch Obst- und Gemüsequartiere anlegen, wie schon sein Vater im nunmehr integrierten Marlygarten. 
Der späte Stil des friderizianischen Rokoko fand mit dem Neuen Palais und dem Interieur der Neuen Kammern noch einmal einen grandiosen Höhepunkt, obwohl der Frühklassizismus schon weitgehend den Zeitgeschmack bestimmte, etwa beim zeitgleichen Schloss Wörlitz. Mit den Domtürmen am Gendarmenmarkt zollte auch Friedrich selbst dem neuen Stil noch Tribut, sein Nachfolger sollte dem Klassizismus wenige Jahre später – mit Gontards Marmorpalais – auch in Preußen zum Durchbruch verhelfen; mit Carl Gotthard Langhans, der in Rheinsberg noch im Rokoko-Stil begann, und David Gilly sowie Michael Philipp Boumann fand er dann seine eigene Ausprägung.
Antoine Pesne gehörte zu den bevorzugten Malern, sein Schüler Bernhard Rode schuf Wand- und Deckengemälde, ebenso Carl Friedrich Fechhelm, in der Spätzeit Johann Christoph Frisch. Surintendent des ornements war anfangs der Bildhauer Johann August Nahl, bis zu seiner Flucht 1746. Auch französische Künstler wurden zeitweise beschäftigt, wie Charles-Amédée-Philippe van Loo, Jean Laurent Legeay oder der Berliner Blumen- und Früchtemaler Augustin Dubuisson.
Als Bildhauer wirkten unter anderen Johann Peter Benkert, Johann Mathias Gottlieb Heymüller, Benjamin Giese, Friedrich Christian Glume, die Brüder Johann David Räntz und Johann Lorenz Räntz. Möbel und Türen fertigten die aus Sachsen stammenden Brüder Johann Michael Hoppenhaupt der Ältere und Johann Christian Hoppenhaupt der Jüngere sowie die aus Bayreuth stammenden Brüder Heinrich Wilhelm Spindler und Johann Friedrich Spindler. Bronzen fertigte der Schweizer Johann Melchior Kambly, Stuckarbeiten in der Spätzeit Constantin Philipp Georg Sartori. Eine wichtige Rolle spielten auch die Künstler und Produkte der 1763 gegründeten Königlichen Porzellan-Manufaktur Berlin. An den Kronleuchtern fast aller friderizianischen Schlösser wurden Erzeugnisse des preußischen Glasschleifermeisters Johann Christoph Brockes eingesetzt.

## Bilder

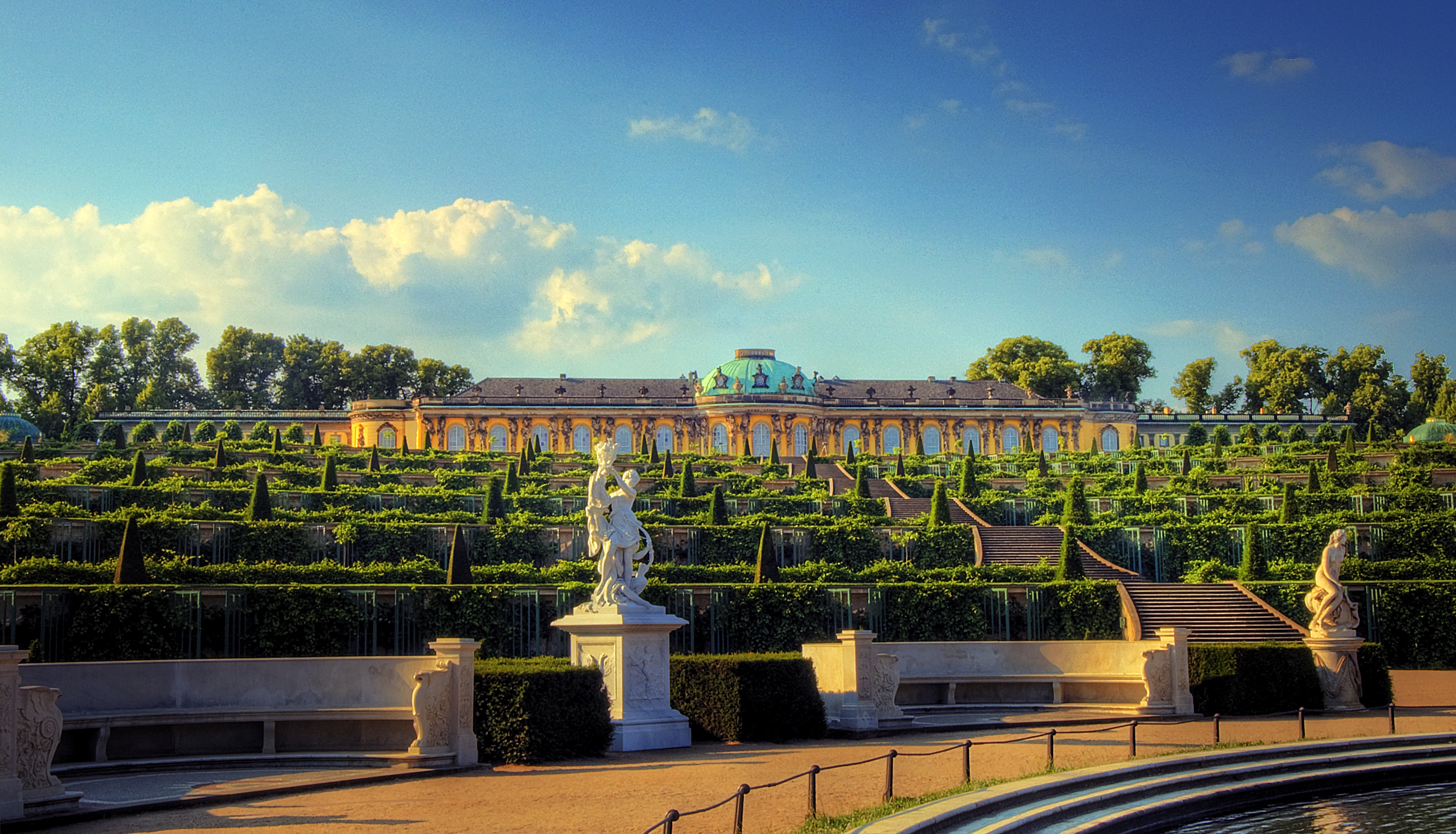
Schloss Sanssouci
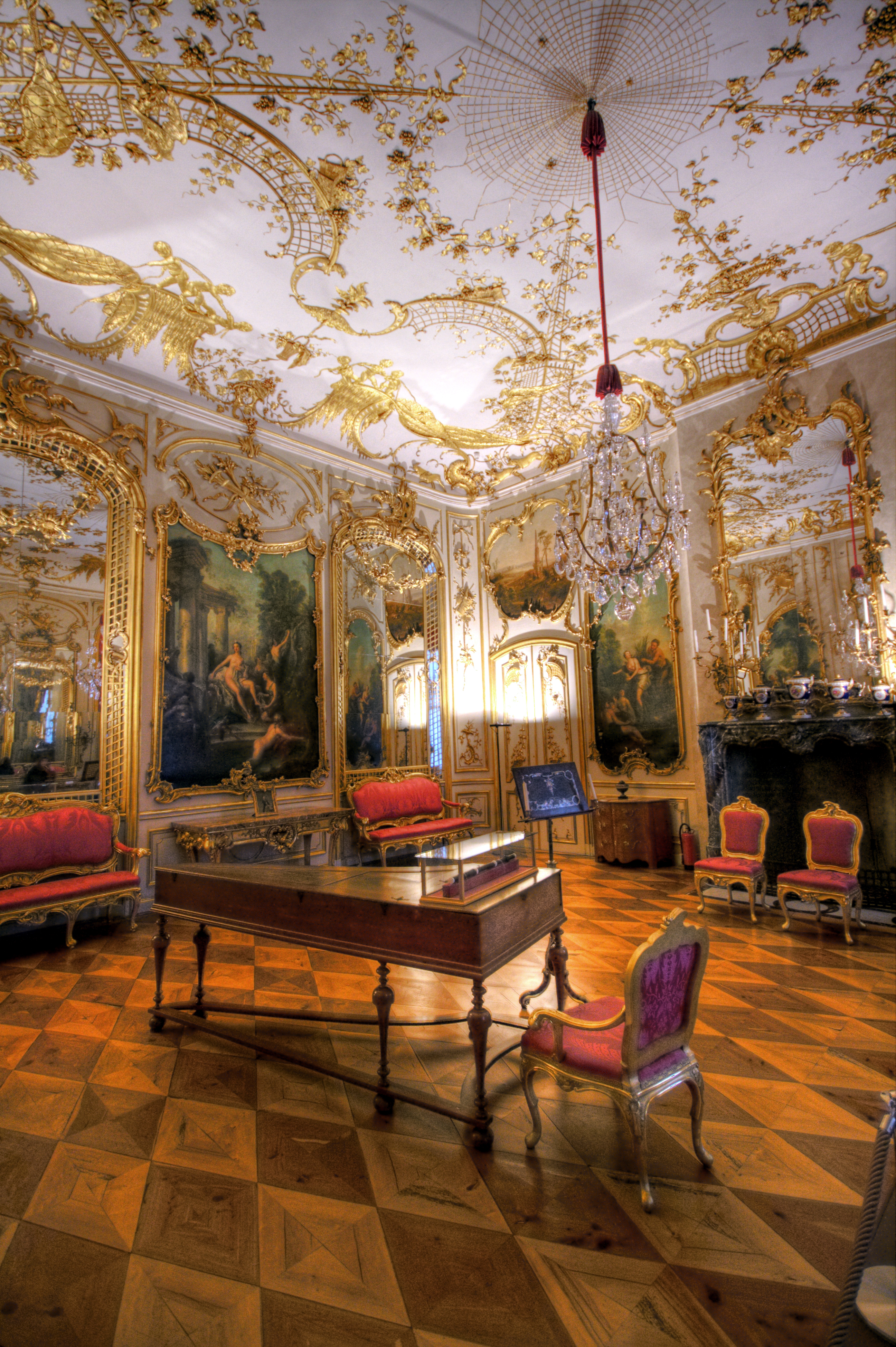
Konzertzimmer in Sanssouci
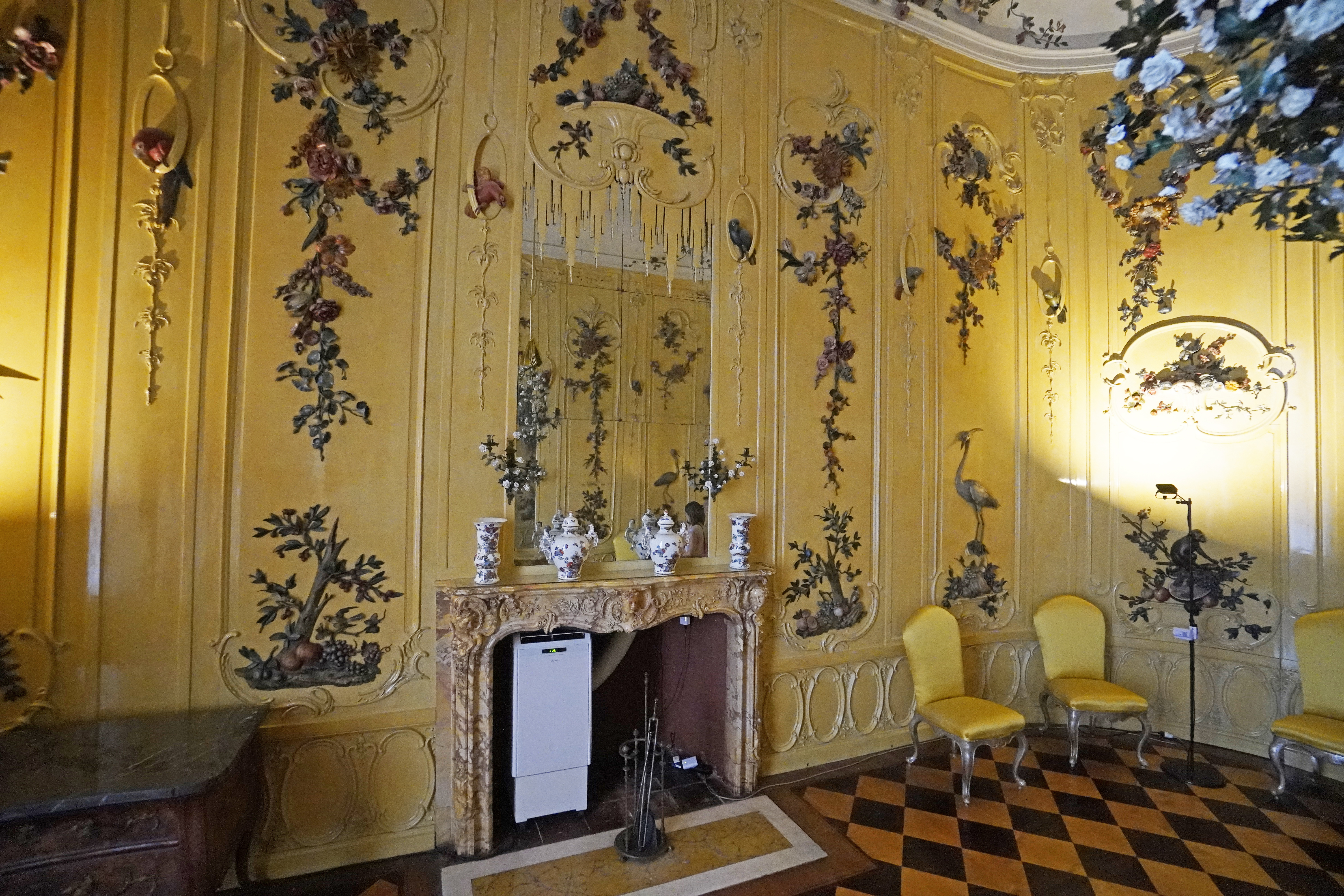
Voltairezimmer in Sanssouci
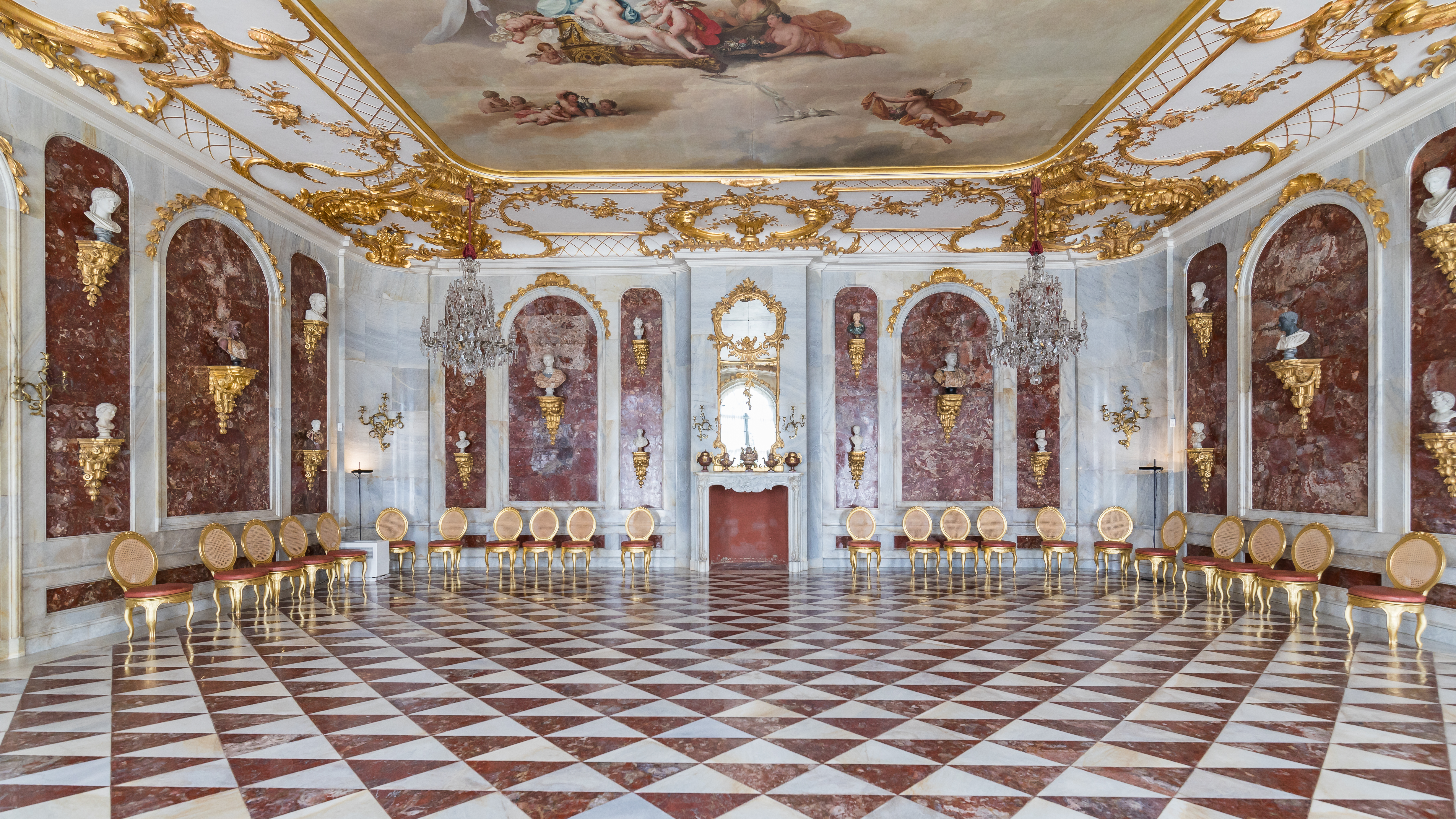
Jaspissaal der Neuen Kammern
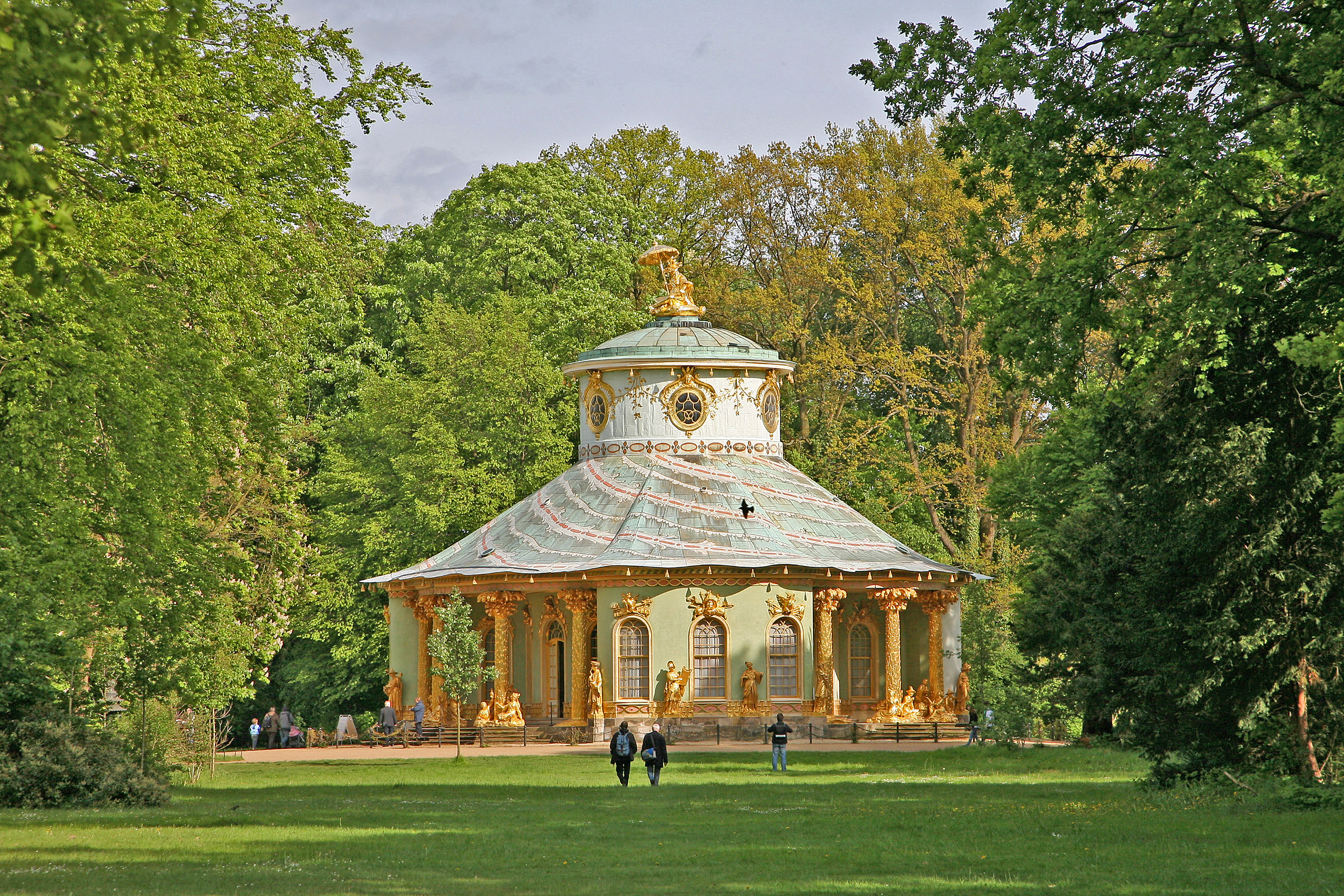
Chinesisches Haus
Schloss Charlottenburg
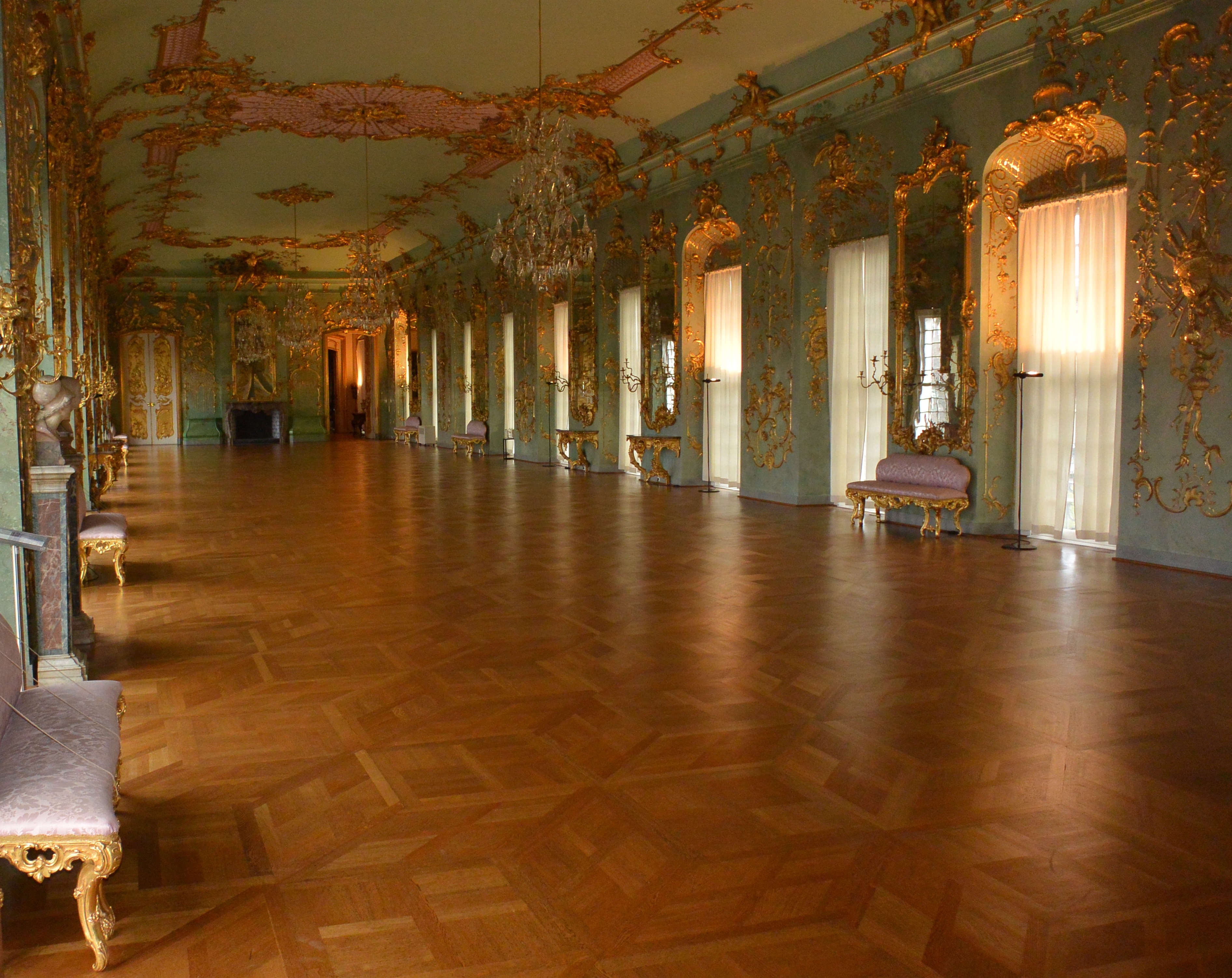
Saal im „Knobelsdorff-Flügel“ im Schloss Charlottenburg
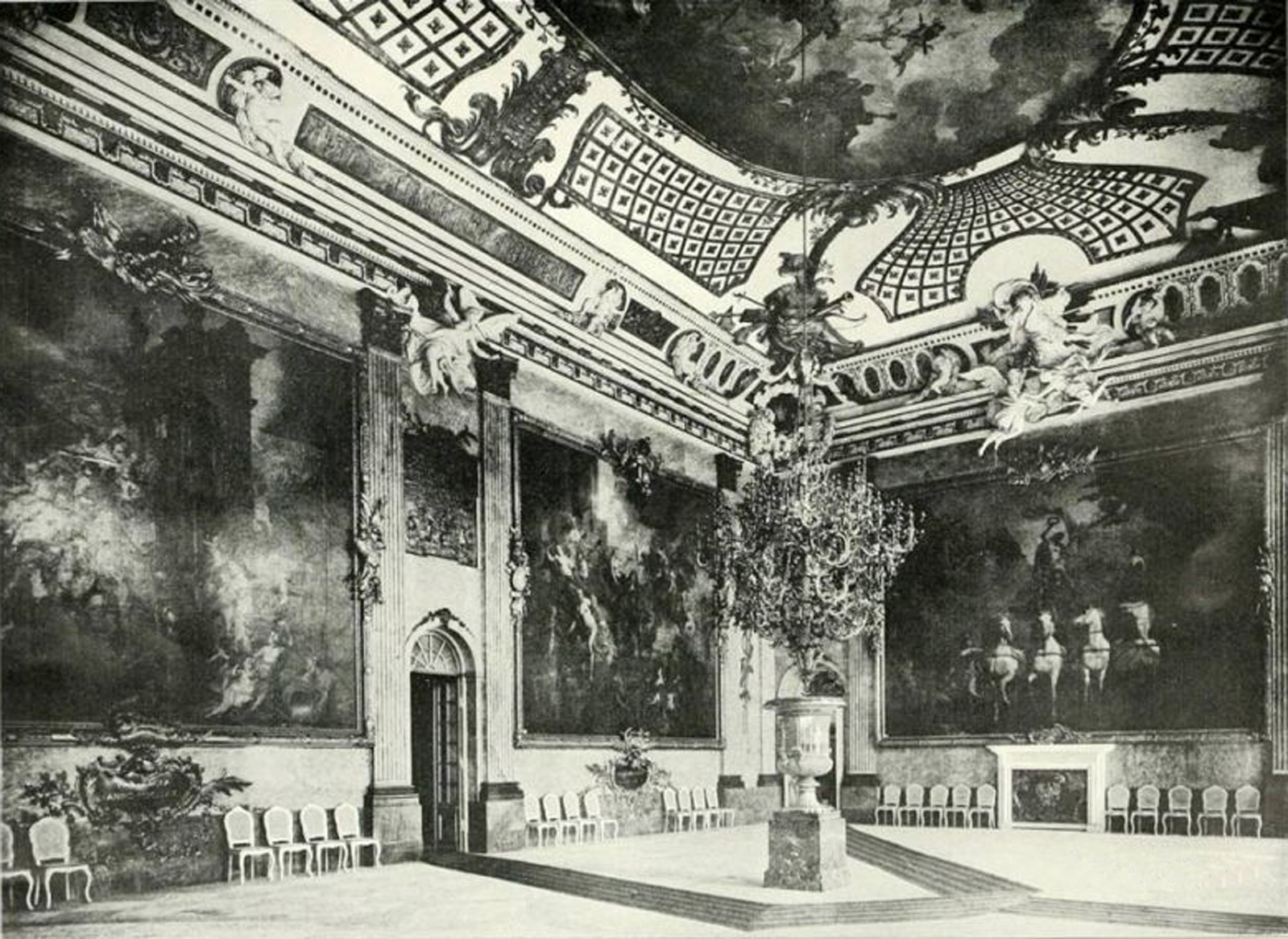
Potsdamer Stadtschloss, Marmorsaal
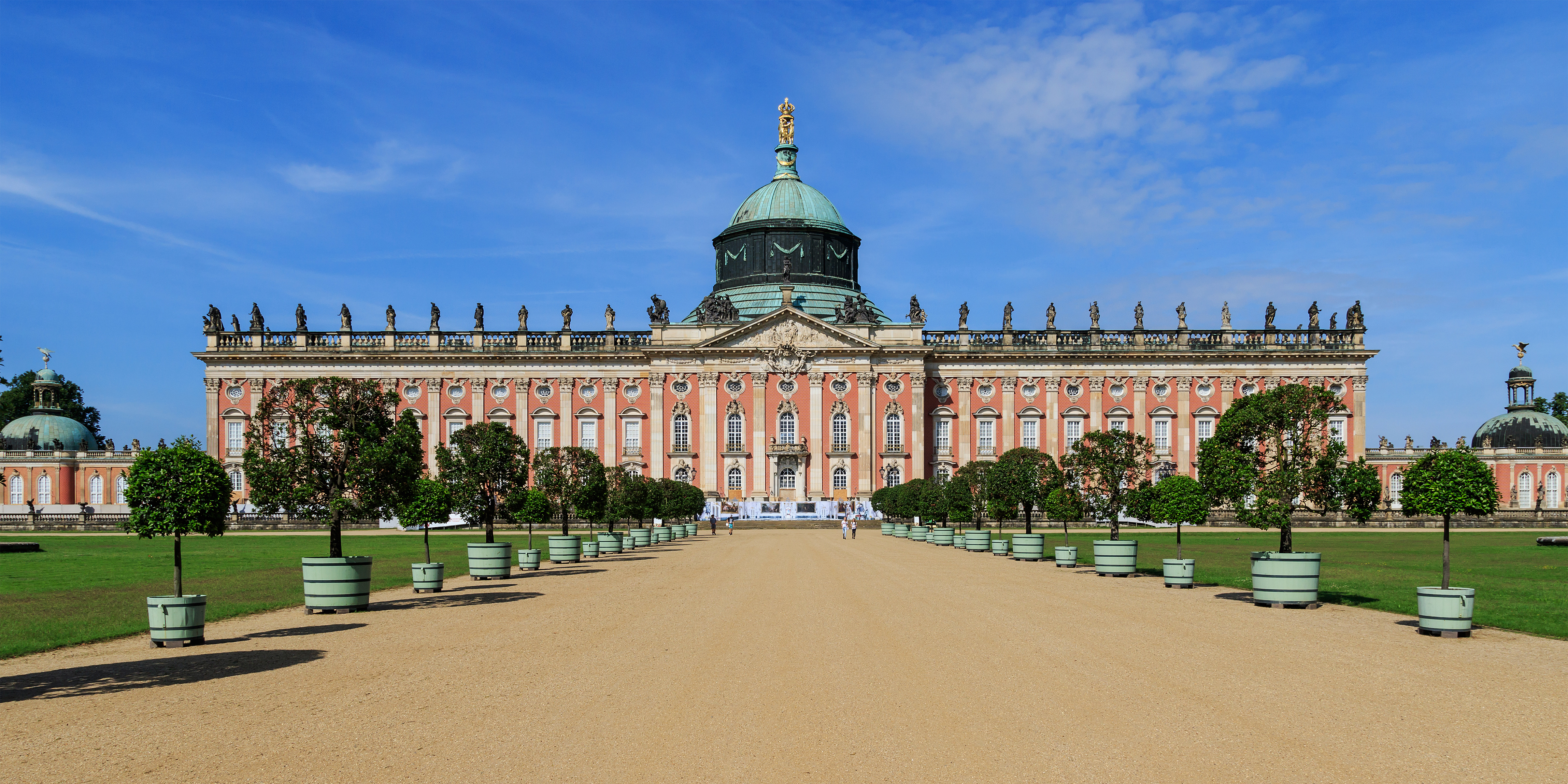
Neues Palais
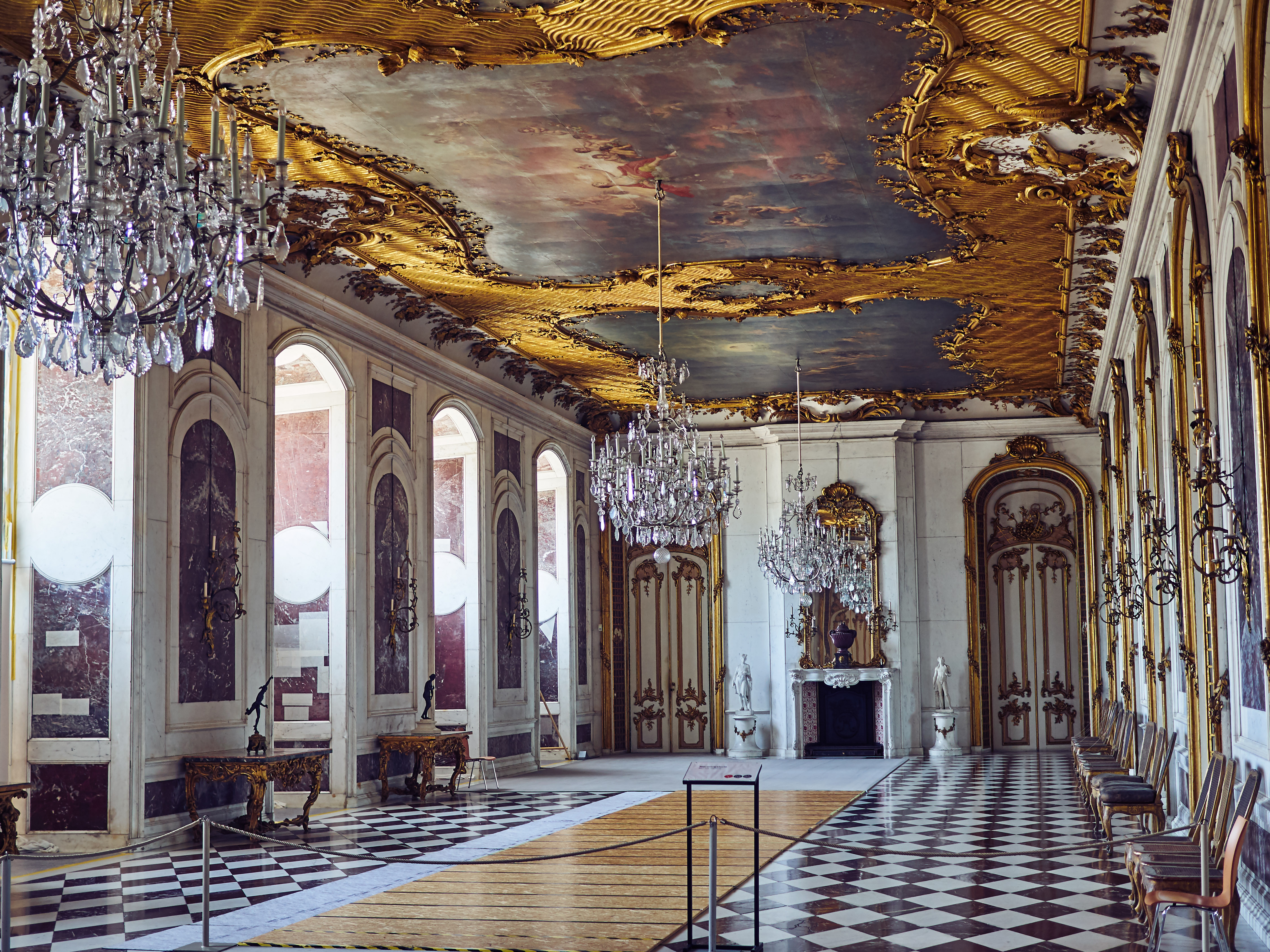
Marmorgalerie im Neuen Palais
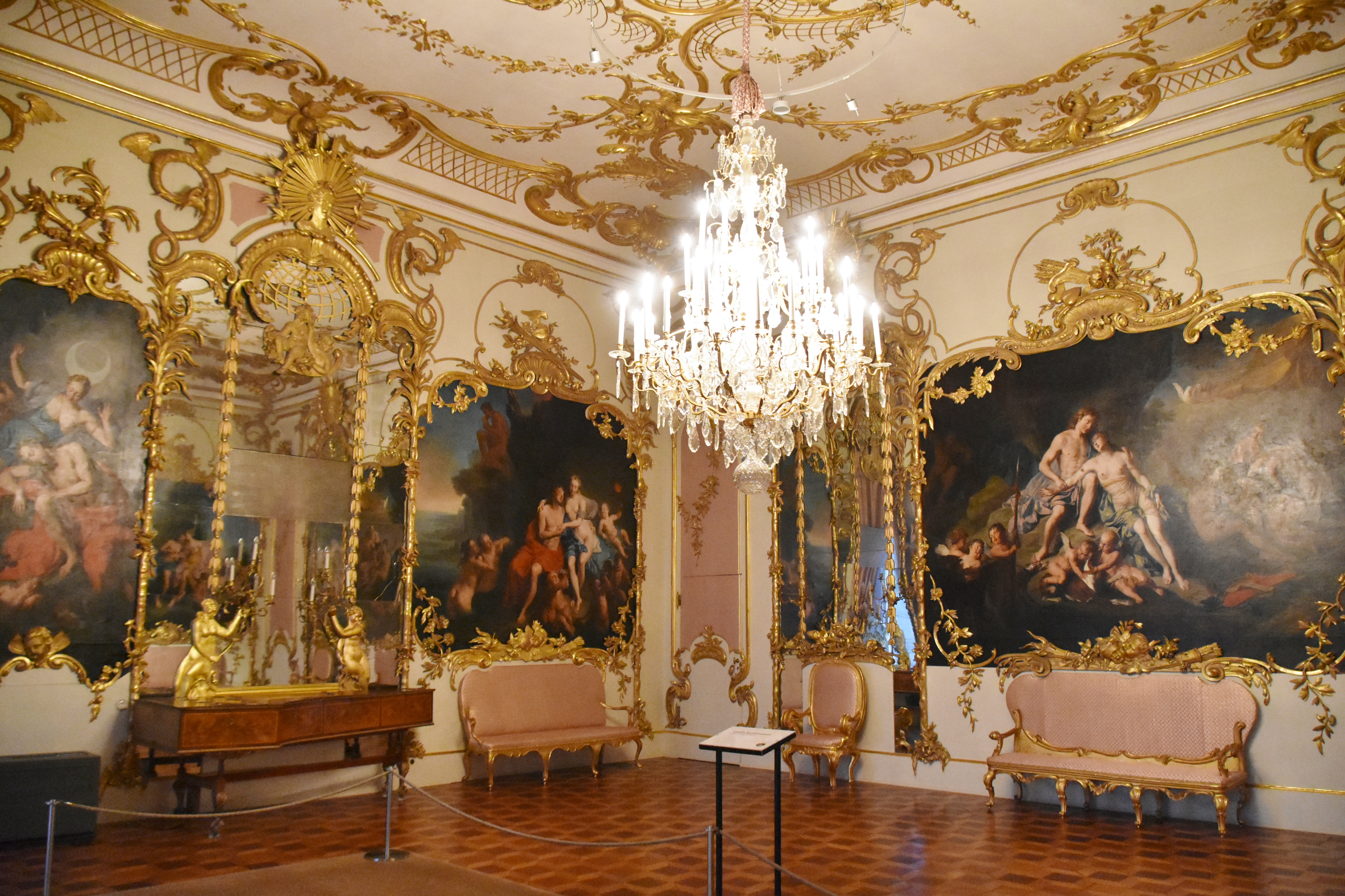
Unteres Konzertzimmer im Neuen Palais
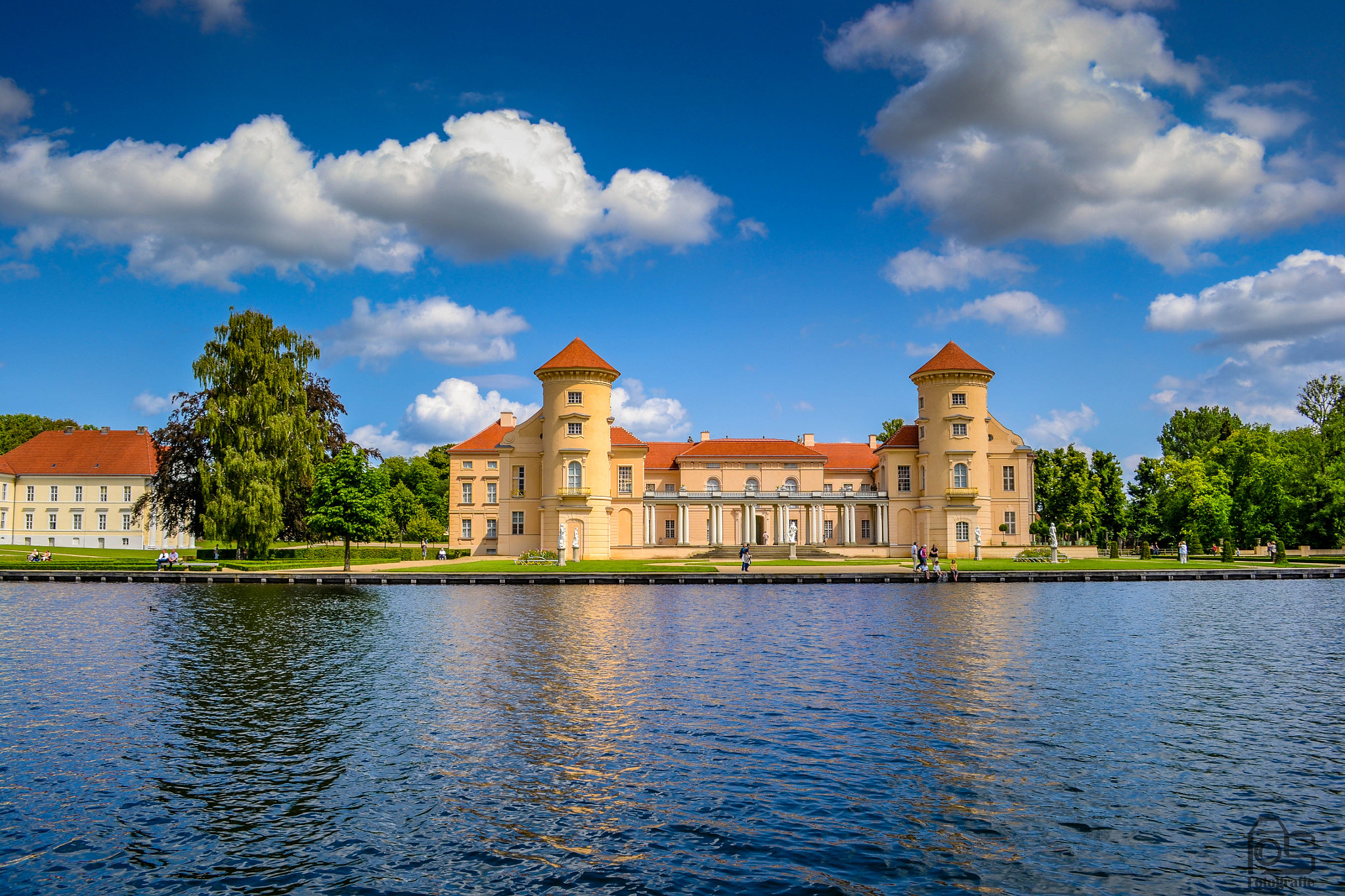
Schloss Rheinsberg
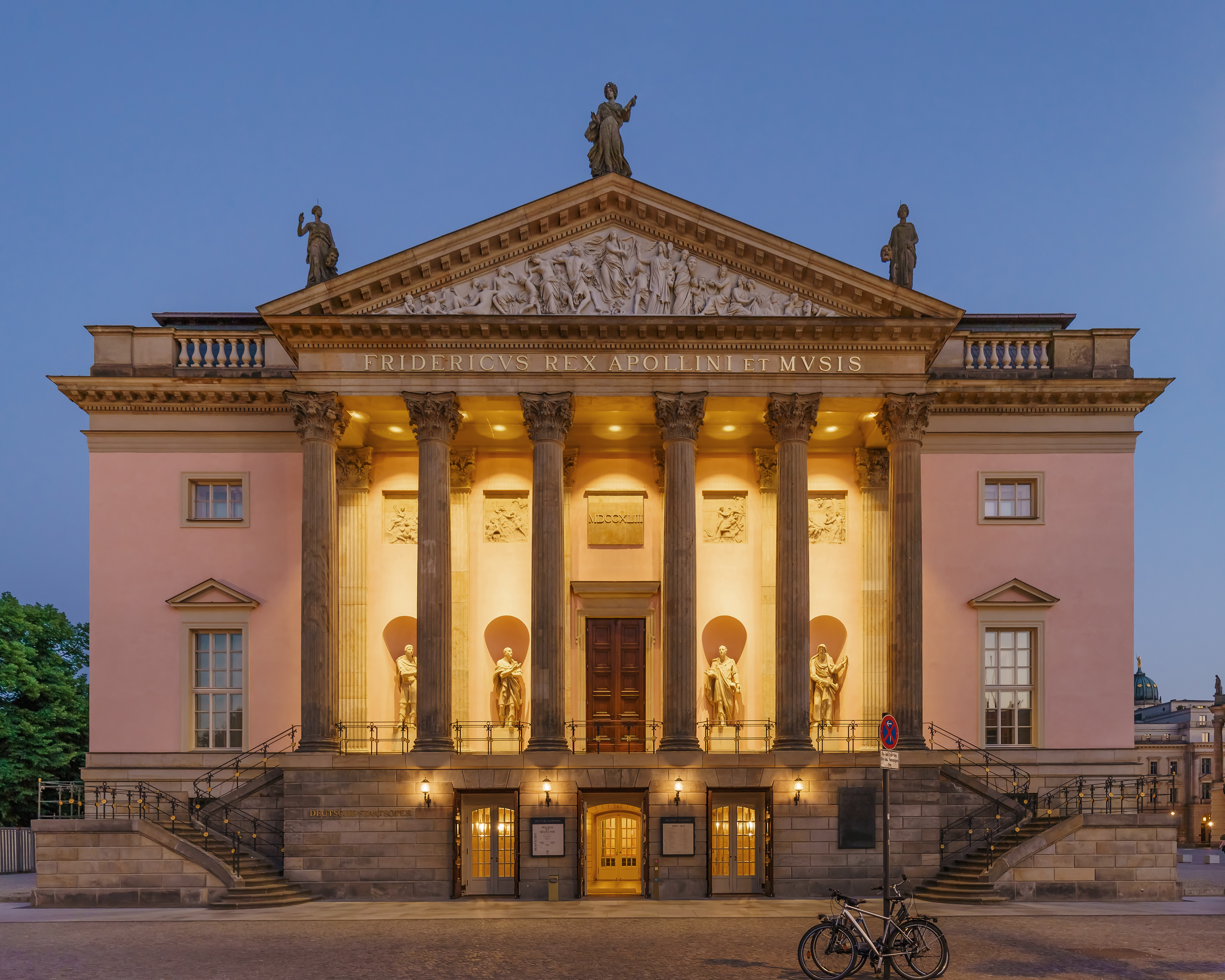
Staatsoper Unter den Linden
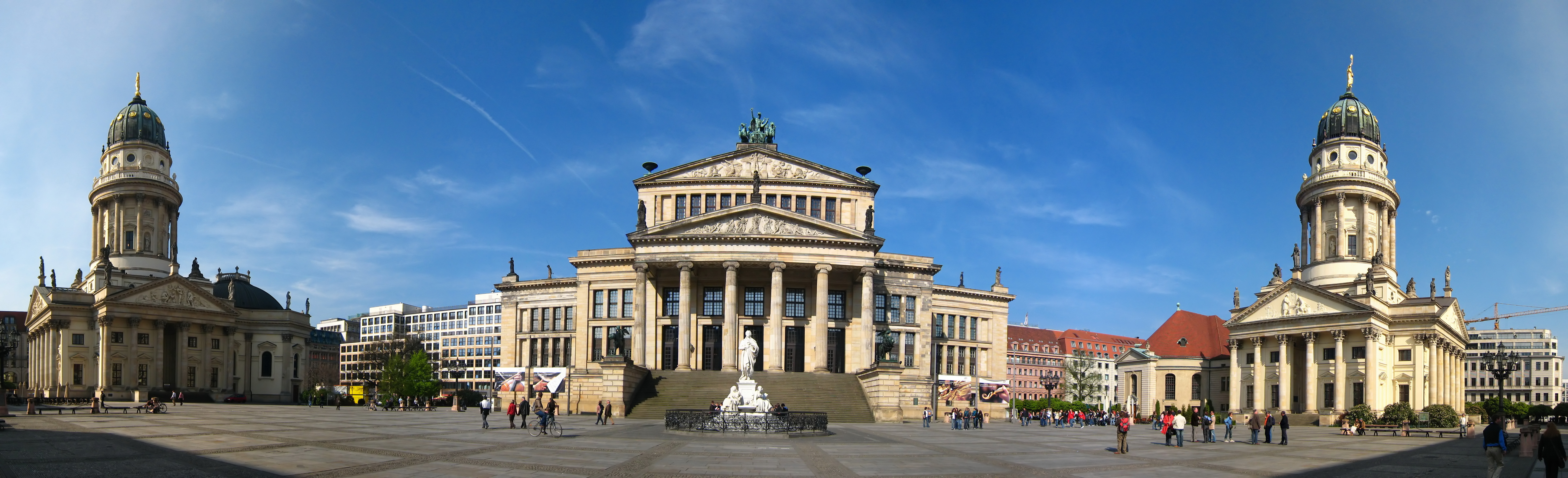
Gendarmenmarkt in Berlin: links der Deutsche Dom, mittig das Konzerthaus Berlin und rechts der Französische Dom
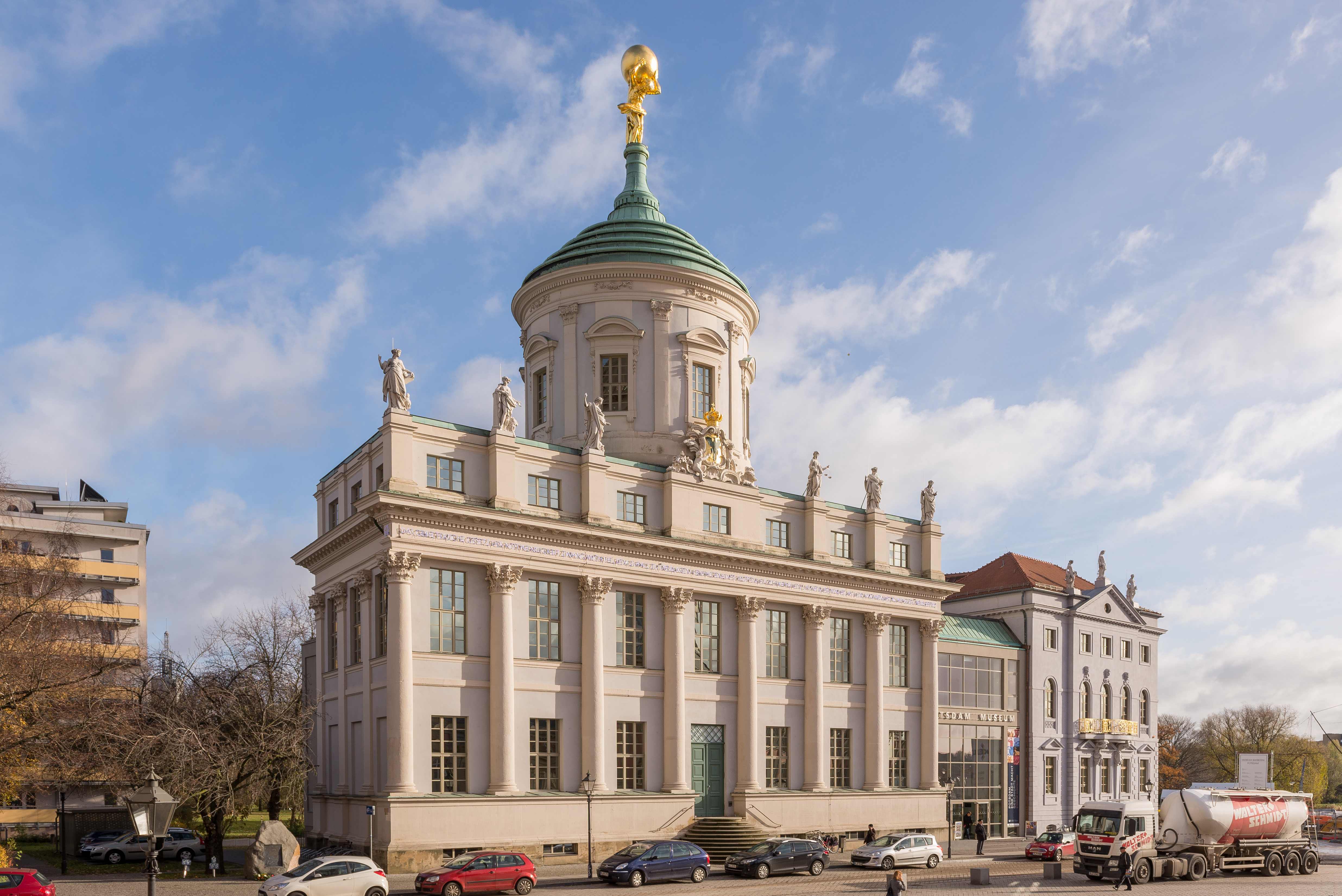
Altes Rathaus Potsdam
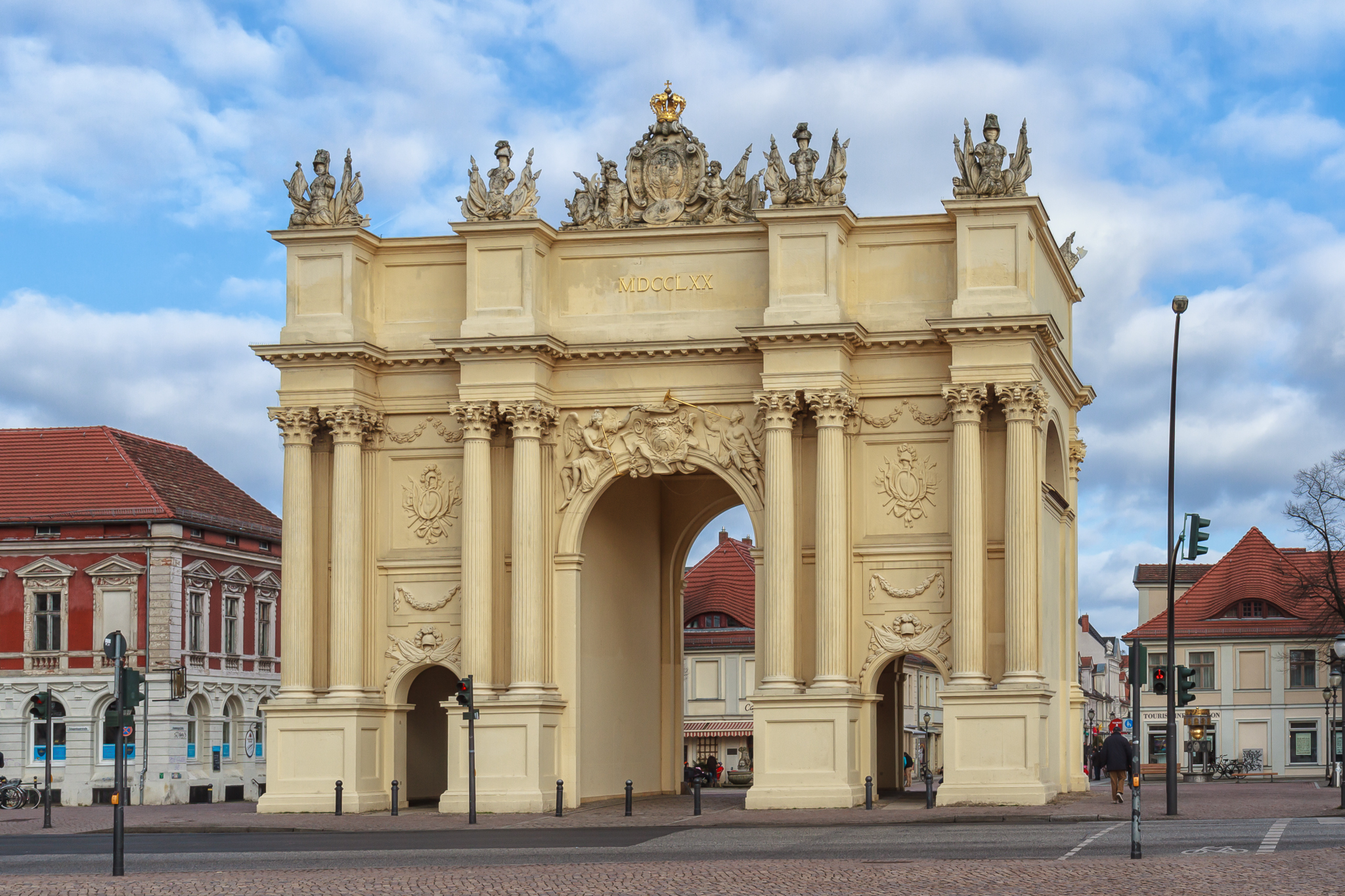
Brandenburger Tor in Potsdam